# Denby Dale
Denby Dale – wieś w Anglii, w hrabstwie ceremonialnym West Yorkshire, w dystrykcie metropolitalnym Kirklees. Leży 27 km na południe od miasta Leeds i 252 km na północny zachód od Londynu. W 2001 miejscowość liczyła 14 982 mieszkańców.